# Argyrosticta apicalis
Argyrosticta apicalis là một loài bướm đêm trong họ Noctuidae.